# Saint-Vrain (Marne)
Saint-Vrain ist eine französische Gemeinde mit 227 Einwohnern (Stand: 1. Januar 2022) im Département Marne in der Region Grand Est. Sie gehört zum Arrondissement Vitry-le-François und ist Mitglied im Gemeindeverband Communauté d’agglomération du Grand Saint-Dizier, Der et Vallées.

## Lage
Der Ort Saint-Vrain liegt am Fluss Orconte in der historischen Landschaft des Perthois gut 96 Kilometer südöstlich von Reims bzw. ca. 20 Kilometer südöstlich von Vitry-le-François auf einer Höhe von ca. 135 m. Das Klima ist gemäßigt; Regen (ca. 650 mm/Jahr) fällt in der Regel verteilt übers ganze Jahr.

## Bevölkerungsentwicklung
| Jahr      | 1800 | 1851 | 1901 | 1954 | 1999 | 2018 |
| Einwohner | 251  | 263  | 221  | 173  | 217  | 230  |

Trotz der Aufgabe von bäuerlichen Kleinbetrieben und trotz der Mechanisierung der Landwirtschaft und des jeweils damit einhergehenden Verlustes von Arbeitsplätzen war die Bevölkerungsentwicklung kaum rückläufig.

## Wirtschaft
In der Gemeinde wird traditionell Landwirtschaft betrieben, die in früheren Zeiten hauptsächlich der Selbstversorgung der Bewohner diente. Zur Gemeinde gehört auch ein großes Waldgebiet, in welchem Holzkohle und Bauholz hergestellt werden konnten.

## Geschichte
Die ersten Erwähnungen des Ortsnamens stammen aus dem 12. Jahrhundert; in dieser Zeit wurde auch die Kirche erbaut. Der Benediktiner- und der Templerorden hatten in der Region ausgedehnten Grundbesitz. Das Gebiet gehörte lange Zeit zum Besitz der Grafen von Navarra, die im 13. Jahrhundert auch Grafen der Champagne wurden. Theobald IV. nahm im Jahr 1223 Saint-Vrain und das nahegelegene Zisterzienser-Kloster Trois-Fontaines unter seinen Schutz. Der Hundertjährige Krieg (1337–1453) spielte in dieser Gegend Frankreichs keine Rolle, aber in den Hugenottenkriegen (1562–1598) wurde der Ort kurzzeitig vom pfälzischen Landesherrn Johann Kasimir erobert.

## Sehenswürdigkeiten
- An der Église Saint-Vrain wurde vom 11. bis zum 16. Jahrhundert gebaut; sie ist dem hl. Veranus von Cavaillon geweiht. Das von einer hölzernen Flachdecke bedeckte Kirchenschiff und der hochromanische Vierungsturm sind die ältesten Bauteile; Vierung, Chor und Querhauskapellen sind rippengewölbt und orientieren sich deutlich am maßwerklosen Stil der Frühgotik. Der Kirchenbau wurde im Jahr 1934 als Monument historique anerkannt.[2]
- Die Kirche ist umgeben von einem Friedhof mit zahlreichen Grabmälern.

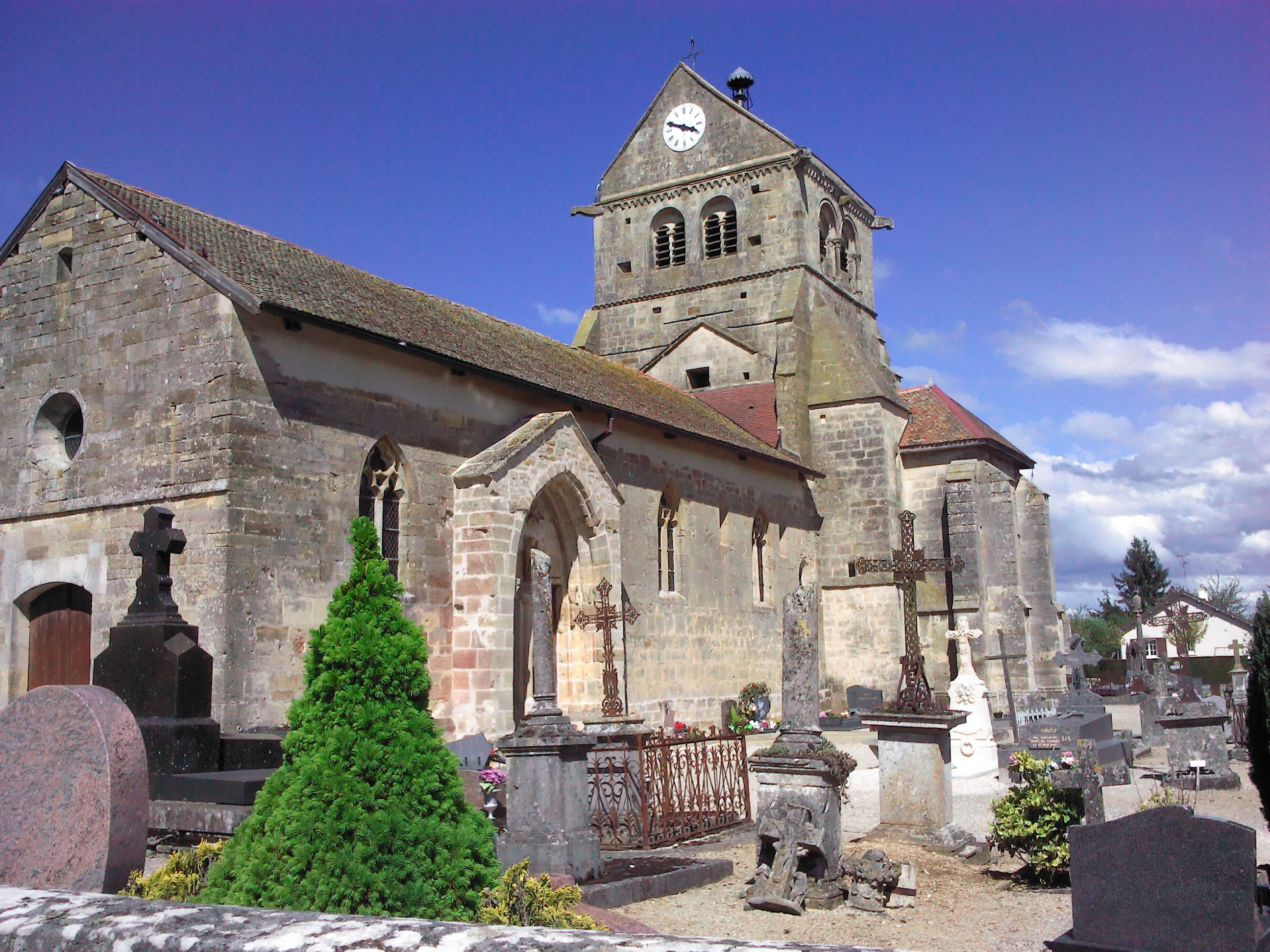
Kirche Saint-Vrain